# La Cogulla (la Torre de Cabdella)
La Cogulla és una muntanya del terme de la Torre de Cabdella, dins del seu terme primitiu, situada a prop i al nord-est de la població de la Torre de Cabdella, en un dels contraforts de lo Tossal. Just a migdia d'aquesta muntanya discorre el barranc dels Covilars.